# Milena Jesenská
Milena Jesenská (født 10. august 1896 i Prag, død 17. maj 1944 i Ravensbrück) var en tjekkisk journalist, forfatter og oversætter. Hun oversatte Franz Kafka og andre betydende tysksprogede forfattere til tjekkisk. Hun er særligt kendt for sin korrespondance med Kafka; brevforholdet var passioneret, men Jesenská og Kafka tilbragte ikke ret megen tid sammen.
I Ravensbrück mødte Milena Jesenská den tyske forfatterinde Margarete Buber-Neumann, som siden skrev en bog om hende. Buber-Neumanns bog Kafkas Freundin Milena (Kafkas veninde Milena) blev udgivet i 1963 i Tyskland.
Steve Sem-Sandbergs roman Ravensbrück (2003) handler om Jesenskás farverige liv og død i nazisternes koncentrationslejr Ravensbrück.